# Zsuzsanna Nagy (judoka)
Zsuzsanna Nagy –conocida como Zsuzsa Nagy– (Budapest, 3 de noviembre de 1975) es una deportista húngara que compitió en judo. Ganó una medalla de oro en el Campeonato Europeo de Judo de 1991 en la categoría de –61 kg.
Participó en los Juegos Olímpicos de Barcelona 1992, donde finalizó decimosexta en la categoría de –61 kg.

## Palmarés internacional
| Campeonato Europeo | Campeonato Europeo     | Campeonato Europeo | Campeonato Europeo |
| Año                | Lugar                  | Medalla            | Categoría          |
| ------------------ | ---------------------- | ------------------ | ------------------ |
| 1991               | Praga (Checoslovaquia) | Medalla de oro     | –61 kg             |